# Deutsche Leichtathletik-Meisterschaften 2024
Die 124. Deutschen Leichtathletik-Meisterschaften fanden am 29. und 30. Juni 2024 im Braunschweiger Eintracht-Stadion statt. Dort fanden in jüngerer Vergangenheit bereits die Meisterschaften 2020 und 2021 statt, welche jedoch wegen der COVID-19-Pandemie ohne bzw. mit stark reduzierter Zuschauerzahl ausgetragen wurden.
Wie in den letzten Jahren öfter praktiziert, wurde auch in diesem Jahr ein Wettbewerb vorgezogen. Diesmal war es der 5000-Meter-Lauf der Frauen und Männer, der bereits am Freitag, dem 28. Juni, stattfand. Der Eintritt dazu war frei.

## Ausgelagerte Wettbewerbe
Wie üblich wurde ein Teil der Meisterschaftswettbewerbe aus unterschiedlichen Gründen nicht während der Hauptveranstaltung ausgetragen.
Dazu ein Überblick:
- 10-km-Straßenlauf: am 3. März 2024 in Leverkusen[2]
- 50-km-Straßenlauf (DUV): am 17. März 2024 in Bremen im Rahmen des 4. Werderseelaufs[3]
- 6-Stunden-Lauf (DUV): am 7. April 2024 in Mörfelden[4]
- Marathonlauf: am 14. April 2024 im Rahmen des Hannover-Marathons[5]
- Berglauf: am 20. April 2024 in Zell am Harmersbach[6]
- 20-km-Straßengehen: am 28. April 2024 in Kelsterbach[7]
- 10.000 Meter: am 4. Mai 2024 in Wassenberg[8]
- 24-Stunden-Lauf (DUV): am 20./21. Juli 2024 im Rahmen des Bottroper Ultralauf Festivals[9]
- Mehrkämpfe: vom 23. bis 25. August 2024 in Hannover[10]
- Langstaffeln: am 14. September 2024 in Sindelfingen[11]
- Halbmarathon: am 15. September 2024 in Hamburg[12]
- 100-km-Straßenlauf (DUV): am 21. September 2024 in Kandel[13]
- Ultratrail (DUV) – Mountain Man am 5. Oktober 2024 in Reit im Winkl[14]
- Crosslauf: am 23. November 2024 in Hörstel-Riesenbeck[15]

Das Bahngehen war zunächst geplant, wurde jedoch wegen eines fehlenden Austragungsorts nicht ausgetragen.

## Gehwettbewerbe
In den letzten Jahrzehnten nahmen an den Meisterschaften im Gehen zunehmend weniger Starterinnen und Starter teil. Als Folge davon hat der DLV die Wettbewerbe reduziert: Die Langstrecke über 35 km tauchte in diesem Jahr nicht mehr im Meisterschaftsprogramm auf. In den beiden vorangehenden Jahren traten auf dieser Distanz jeweils nur zwischen zwei und fünf Athletinnen und Athleten an. Auch die Mannschaftswertung auf der 20-km-Distanz wurde gestrichen. Zudem fand sich für dieses Jahr kein Ausrichter für die Meisterschaften im Bahngehen, sodass dieser Meisterschaftswettbewerb entfiel.

## Rekorde
Im Finallauf über die 100 Meter am 29. Juni lief Owen Ansah mit 9,99 s zum neuen deutschen Rekord (NR) und blieb als erster Deutscher überhaupt unterhalb der Marke von zehn Sekunden.
Bereits vor Austragung der Hauptveranstaltung am 29. und 30. Juni 2024 in Braunschweig wurden im Rahmen der ausgelagerten Wettbewerbe vier neue Meisterschaftsrekorde (CR) aufgestellt:
- Marathonlauf: 2:06:05 h – Amanal Petros (SCC Berlin), 14. April in Hannover
- 50-km-Straßenlauf: 3:27:50 h – Anja Kobs (LG Telis Finanz Regensburg), 17. März in Bremen
- Marathonlauf: 2:23:50 h – Domenika Mayer (LG Telis Finanz Regensburg), 14. April in Hannover
- Marathonlauf, Teamwertung: 8:16:03 h – Leichtathletikclub Kronshagen (Julia Kümpers, Nicole Adler, Christin Adler), 14. April in Hannover

Nach der DM-Hauptveranstaltung in Braunschweig gab es einen weiteren Meisterschaftsrekord:
- Halbmarathon: 1:01:15 h – Simon Boch (LG Telis Finanz Regensburg), 15. September in Hamburg

## Legende
Kurze Übersicht zur Bedeutung der Symbolik – so üblicherweise auch in sonstigen Veröffentlichungen verwendet:
- NR: Nationaler Rekord
- CR: Meisterschaftsrekord
- Pl.Ziff.: Platzziffer

## Medaillengewinner
Die folgenden Übersichten fassen die Medaillengewinner und -gewinnerinnen zusammen. Eine ausführlichere Übersicht mit den jeweils ersten acht in den einzelnen Disziplinen findet sich unter dem Link Deutsche Leichtathletik-Meisterschaften 2024/Resultate.

### Männer
| Disziplin                                    | Gold                                                                           | Leistung           | Silber                                                                                             | Leistung       | Bronze                                                                         | Leistung                             |
| -------------------------------------------- | ------------------------------------------------------------------------------ | ------------------ | -------------------------------------------------------------------------------------------------- | -------------- | ------------------------------------------------------------------------------ | ------------------------------------ |
| 100 m Wind: +0,5 m/s                         | Owen Ansah (Hamburger SV)                                                      | 9,99 s NR000       | Joshua Hartmann (ASV Köln)                                                                         | 10,06 s00      | Yannick Wolf (LG Stadtwerke München)                                           | 10,16 s00                            |
| 200 m Wind: −0,4 m/s                         | Eddie Reddemann (TSV Bayer 04 Leverkusen)                                      | 21,30 s000000      | Thorben Finke (SV Sigiltra Sögel)                                                                  | 21,32 s00      | Leonard Horstmann (LG Brillux Münster)                                         | 21,33 s00                            |
| 400 m                                        | Jean Paul Bredau (SC Potsdam)                                                  | 45,67 s000000      | Fabian Dammermann (LG Osnabrück)                                                                   | 46,34 s00      | Manuel Sanders (LG Olympia Dortmund)                                           | 46,43 s00                            |
| 800 m                                        | Robert Farken (SC DHfK Leipzig)                                                | 1:48,90 min0000    | Luis Oberbeck (LG Göttingen)                                                                       | 1:49,88 min    | Marvin Heinrich (Eintracht Frankfurt)                                          | 1:49,89 min                          |
| 1500 m                                       | Robert Farken (SC DHfK Leipzig)                                                | 3:37,91 min0000    | Marius Probst (TV Wattenscheid 01)                                                                 | 3:37,96 min    | Marc Tortell (Athletics Team Karben)                                           | 3:39,21 min                          |
| 5000 m                                       | Florian Bremm (LSC Höchstadt/Aisch)                                            | 13:38,43 min0000   | Nils Voigt (TV Wattenscheid 01)                                                                    | 13:41,21 min   | Davor Aaron Bienenfeld (SSC Hanau-Rodenbach)                                   | 13:41,89 min                         |
| 10.000 m                                     | Filimon Abraham (LG Telis Finanz Regensburg)                                   | 27:59,98 min0000   | Konstantin Wedel (LG Telis Finanz Regensburg)                                                      | 28:58,21 min   | Jonathan Dahlke (TSV Bayer 04 Leverkusen)                                      | 29:08,02 min                         |
| 10-km-Straßenlauf                            | Richard Ringer (LC Rehlingen)                                                  | 28:33 min000000    | Hendrik Pfeiffer (TK Hannover)                                                                     | 28:49 min00    | Tom Förster (LG Braunschweig)                                                  | 28:52 min00                          |
| 10-km-Straßenlauf Mannschaftswertung         | LG BraunschweigTom Förster Sebastian Hendel Joseph Katib                       | 1:29:36 h00000000  | SSC Hanau-RodenbachTristan Kaufhold Marius Abele Lukas Abele                                       | 1:30:03 h0000  | LG Telis Finanz RegensburgKonstantin Wedel Tobias Ritter Maximilian Zeus       | 1:30:05 h0000                        |
| Halbmarathon                                 | Simon Boch (LG Telis Finanz Regensburg)                                        | 1:01:15 h CR00000  | Johannes Motschmann (SCC Berlin)                                                                   | 1:01:33 h0000  | Davor Aaron Bienenfeld (SSC Hanau-Rodenbach)                                   | 1:02:03 h0000                        |
| Halbmarathon Mannschaftswertung              | LG Telis Finanz RegensburgSimon Boch Tobias Ritter Maximilian Zeus             | 3:14:00 h00000000  | Braunschweiger LaufclubTobias Ulbrich Artur Beimler Christoph Uphues                               | 3:17:11 h0000  | SG WendenManuel Schräder Frederik Jonas Wehner Fabian Jenne                    | 3:18:53 h0000                        |
| Marathon                                     | Amanal Petros (SCC Berlin)                                                     | 2:06:05 h CR00000  | Tom Thurley (Potsdamer Laufclub)                                                                   | 2:14:52 h0000  | Marcus Schöfisch (Lauftraining.com Lauffreunde e.V.)                           | 2:20:37 h0000                        |
| Marathon Mannschaftswertung                  | SCC BerlinAmanal Petros Philipp Hoffmann Tinusch Jalilvand                     | 7:13:06 h00000000  | Lauftraining.com Lauffreunde e.V.Marcus Schöfisch Sebastian Nitsche Cornelius Rossbach             | 7:26:35 h0000  | Braunschweiger LaufclubChristoph Uphues Raoul Jankowski Thomas Bruns           | 7:27:47 h0000                        |
| 50-km-Straßenlauf                            | Marcel Bräutigam (Gutsmuths Rennsteiglaufverein)                               | 2:55:47 h00000000  | Lukas Kley (TV Refrath)                                                                            | 3:03:13 h0000  | Kay-Uwe Müller (TSG Schwäbisch Hall)                                           | 3:05:27 h0000                        |
| 50-km-Straßenlauf Mannschaftswertung         | TV RefrathLukas Kley Tim Funken Manuel Skopnik                                 | 9:47:16 h00000000  | Die LaufpartnerVolker Harbrecht Martin Armenat Rainer Knust                                        | 10:46:49 h0000 | ASV ZeuthenThomas Kirstein Marek Neumann Enrico Romberg                        | 10:57:27 h0000                       |
| 100-km-Straßenlauf                           | Max Kirschbaum (LG Ohmbachsee)                                                 | 6:55:09 h00000000  | Johannes Arens (TG Kitzingen)                                                                      | 7:05:25 h0000  | Martin Müller (Hamburg Running)                                                | 7:09:23 h0000                        |
| 100-km-Straßenlauf Mannschaftswertung        | LuT AschaffenburgAndreas Imgrund Manfred Schott Danny Sternkopf                | 27:21:38 h00000000 | LG UltralaufKlaus Haake Fabian Benz Timo Witt                                                      | 28:56:29 h0000 | nur zwei Mannschaften in der Wertung                                           | nur zwei Mannschaften in der Wertung |
| 110 m Hürden Wind: +0,6 m/s                  | Manuel Mordi (Hamburger SV)                                                    | 13,54 s000000      | Tim Eikermann (TSV Bayer 04 Leverkusen)                                                            | 13,54 s00      | Martin Vogel (LAC Erdgas Chemnitz)                                             | 13,86 s00                            |
| 400 m Hürden                                 | Emil Agyekum (SCC Berlin)                                                      | 49,25 s000000      | Owe Fischer-Breiholz (Schweriner SC)                                                               | 49,52 s00      | Constantin Preis (VfL Sindelfingen)                                            | 49,83 s00                            |
| 3000 m Hindernis                             | Frederik Ruppert (LAV Stadtwerke Tübingen)                                     | 8:16,98 min CR0    | Velten Schneider (VfL Sindelfingen)                                                                | 8:26,79 min    | Niklas Buchholz (LSC Höchstadt/Aisch)                                          | 8:32,36 min                          |
| 4 × 100 m Staffel                            | Hamburger SVPaul Erdle Lucas Ansah-Peprah Matti Wellm Owen Ansah               | 39,65 s000000      | LG Brillux MünsterJan Eric Frehe Leonard Horstmann Jakob Bruns Gabriel Wusu                        | 40,16 s00      | LG Stadtwerke MünchenAleksandar Ašković Fabian Olbert Jonas Hügen Yannick Wolf | 40,37 s00                            |
| 4 × 400 m Staffel                            | LG Olympia DortmundJonas Breitkopf Henrik Krause Jannis Dettner Manuel Sanders | 3:09,91 min0000    | VfL SindelfingenMaximilian Dillitzer Alexander Stepanov Angelos David Tsimopoulos Constantin Preis | 3:11,83 min    | LG Nord BerlinJoseph Mouaha Alexander Hanke Jan-Niklas Gwizdek Marc Koch       | 3:16,20 min                          |
| 3 × 1000 m Staffel                           | LSC Höchstadt/AischMaximilian Berger Brian Weisheit Florian Bremm              | 7:27,39 min0000    | LG Region KarlsruheAlexander Kessler Markus Görger Christoph Kessler                               | 7:27,54 min    | Königsteiner LVOkai Charles Christoph Maximilian Schrick Elija Ziem            | 7:29,60 min                          |
| 20 km Straßengehen                           | Christopher Linke (SC Potsdam)                                                 | 1:20:35 h00000000  | Leo Köpp (LG Nord Berlin)                                                                          | 1:22:28 h0000  | Nathaniel Seiler (TV Bühlertal)                                                | 1:25:06 h0000                        |
| Hochsprung                                   | Tobias Potye (LG Stadtwerke München)                                           | 2,18 m             | Florian Hornig (TSV Bayer 04 Leverkusen)                                                           | 2,09 m         | Lukas Haiduk (LG Neumünster)                                                   | 2,09 m                               |
| Stabhochsprung                               | Bo Kanda Lita Baehre (ART Düsseldorf)                                          | 5,70 m             | Hendrik Müller (TSV Bayer 04 Leverkusen)                                                           | 5,20 m         | Constantin Rutsch (LG Olympia Dortmund)                                        | 5,00 m                               |
| Weitsprung                                   | Simon Batz (MTG Mannheim)                                                      | 8,04 m             | Luka Herden (LG Brillux Münster)                                                                   | 7,79 m         | Maximilian Entholzner (LG Stadtwerke München)                                  | 7,74 m                               |
| Dreisprung                                   | Max Heß (LAC Erdgas Chemnitz)                                                  | 16,90 m            | Steven Freund (LAC Erdgas Chemnitz)                                                                | 15,45 m        | Pascal Boden (Dresdner SC)                                                     | 15,28 m                              |
| Kugelstoßen                                  | Eric Maihöfer (VfL Sindelfingen)                                               | 19,78 m            | Silas Ristl (LAC Essingen)                                                                         | 19,54 m        | Tizian Lauria (VfL Sindelfingen)                                               | 19,29 m                              |
| Diskuswurf                                   | Clemens Prüfer (SC Potsdam)                                                    | 65,96 m            | Henrik Janssen (SC Magdeburg)                                                                      | 64,34 m        | Daniel Jasinski (TV Wattenscheid 01)                                           | 62,17 m                              |
| Hammerwurf                                   | Sören Klose (Eintracht Frankfurt)                                              | 75,70 m            | Merlin Hummel (UAC Kulmbach)                                                                       | 74,37 m        | Christoph Gleixner (Eintracht Frankfurt)                                       | 65,44 m                              |
| Speerwurf                                    | Julian Weber (USC Mainz)                                                       | 86,63 m            | Thomas Röhler (LC Jena)                                                                            | 76,84 m        | Max Dehning (TSV Bayer 04 Leverkusen)                                          | 75,70 m                              |
| Zehnkampf                                    | Marcel Meyer (Hannover 96)                                                     | 7783 Pkte.         | Yannik Knobloch (LG Welfen)                                                                        | 7452 Pkte.     | Nico Beckers (Track&Field Tigers)                                              | 7280 Pkte.                           |
| Zehnkampf Mannschaftswertung                 | Hannover 96Marcel Meyer Silas Kriete Cristian Ifrim                            | 21.687 Pkte.       | Track&Field TigersNico Beckers Marvin Gregor Armin Treichel                                        | 20.068 Pkte.   | 1. FC KaiserslauternSamuel Werner Fynn Favier Aaron Strupp                     | 18.397 Pkte.                         |
| Crosslauf (Mittelstrecke) 4,3 km             | Jens Mergenthaler (LG farbtex Nordschwarzwald)                                 | 12:36 min000       | Niklas Buchholz (LSC Höchstadt/Aisch)                                                              | 12:39 min00    | Brian Weisheit (LSC Höchstadt/Aisch)                                           | 12:41 min00                          |
| Crosslauf (Mittelstrecke) Mannschaftswertung | LSC Höchstadt/AischNiklas Buchholz Brian Weisheit Theodor Schell               | Pl.Ziff. 20        | LG farbtex NordschwarzwaldJens Mergenthaler Timo Benitz Henri Hansert                              | Pl.Ziff. 30    | LG Brillux MünsterMarco Sietmann Justin Lukas Jari Bender                      | Pl.Ziff. 59                          |
| Crosslauf (Langstrecke) 9,4 km               | Markus Görger (LG Region Karlsruhe)                                            | 27:08 min000       | Nick Jäger (LSC Höchstadt/Aisch)                                                                   | 27:15 min00    | Davor Aaron Bienenfeld (SSC Hanau-Rodenbach)                                   | 27:20 min00                          |
| Crosslauf (Langstrecke) Mannschaftswertung   | LSC Höchstadt/AischNick Jäger Niklas Buchholz Brian Weisheit                   | Pl.Ziff. 34        | SSC Hanau-RodenbachDavor Aaron Bienenfeld Julius Hild Marius Abele                                 | Pl.Ziff. 37    | SG WendenFrederik Jonas Wehner Manuel Schräder Fabian Jenne                    | Pl.Ziff. 45                          |
| Berglauf 16 km/890 Höhenmeter                | Lukas Ehrle (LG Brandenkopf)                                                   | 1:04:53 h00000000  | Maximilian Zeus (LG Telis Finanz Regensburg)                                                       | 1:07:37 h0000  | Philipp Stuckhardt (SSC Hanau-Rodenbach)                                       | 1:08:43 h0000                        |
| Berglauf Mannschaftswertung                  | LAC FreiburgFrederik Schäfer Yannik Fuchs Simon Pfleiderer                     | 3:34:27 h00000000  | SG WendenFabian Jenne Manuel Schräder Tobias Lautwein                                              | 3:34:54 h0000  | SSC Hanau-RodenbachPhilipp Stuckhardt Julius Hild Nils Bergmann                | 3:37:34 h0000                        |
| 6-Stunden-Lauf (DUV)                         | Frank Merrbach (LG Nord Berlin Ultrateam)                                      | 81,404 km          | Marcel König (GutsMuths-Rennsteiglaufverein)                                                       | 80,402 km      | Christian Jakob (1. FC Lokomotive Leipzig)                                     | 79,520 km                            |
| 6-Stunden-Lauf (DUV) Mannschaftswertung      | LG Ultralauf IRalf Gundermann Fabian Deibl Fabian Benz                         | 217,120 km         | Spiridon FrankfurtFlorian Kaltenbach Lothar Esser Daniel Gastmann                                  | 209,350 km     | LG Ultralauf IIKlaus Haake Holger Hedelt Frank Gehle                           | 199,030 km                           |
| Ultratrail (DUV) 73 km / 3160 hm             | Manuel Hartweg (LG Rülzheim)                                                   | 6:47:55 h00000000  | Benedikt Hoffmann (TV Konstanz)                                                                    | 6:51:48 h0000  | Tobias Fritz (LG Staffelsee Murnau)                                            | 7:07:00 h0000                        |
| Ultratrail (DUV) Mannschaftswertung          | LAC EssingenLukas Schwella Adrian Hüttl Sebastian Haas                         | 25:43:49 h00000000 | LG Nord Berlin UltrateamDominik Pick Enrico Wiessner Gaston Prüfer                                 | 26:36:53 h0000 | LG UltralaufMarcel Neumann Ulf Oeppert Klaus Haake                             | 27:50:55 h0000                       |
| 24-Stunden-Lauf (DUV)                        | Norman Mascher-Aspensjö (SCC Berlin)                                           | 223,150 km         | Klaus Haake (LG Ultralauf)                                                                         | 211,911 km     | Tobias Mieth (SV Elbland Coswig-Meißen)                                        | 205,272 km                           |
| 24-Stunden-Lauf (DUV) Mannschaftswertung     | LG UltralaufKlaus Haake Fabian Benz Sven Furrer                                | 551,047 km         | LG Mauerweg BerlinJörn Künstner Dirk Gandecki Tobias Ziesing                                       | 424,319 km     | Spiridon FrankfurtFlorian Kaltenbach Bodo Hoffmann Lothar Esser                | 406,387 km                           |

### Frauen
| Disziplin                                | Gold                                                                                      | Leistung       | Silber                                                                               | Leistung                           | Bronze                                                                         | Leistung                             |
| ---------------------------------------- | ----------------------------------------------------------------------------------------- | -------------- | ------------------------------------------------------------------------------------ | ---------------------------------- | ------------------------------------------------------------------------------ | ------------------------------------ |
| 100 m Wind: +0,2 m/s                     | Gina Lückenkemper (SCC Berlin)                                                            | 11,04 s00      | Alexandra Burghardt (LG Gendorf Wacker Burghausen)                                   | 11,26 s00                          | Lisa Marie Kwayie (Neuköllner SF)                                              | 11,26 s00                            |
| 200 m Wind: −1,0 m/s                     | Jessica-Bianca Wessolly (VfL Sindelfingen)                                                | 23,18 s00      | Lisa-Marie Kwayie (Neuköllner SF)                                                    | 23,40 s00                          | Lisa Nippgen (MTG Mannheim)                                                    | 23,49 s00                            |
| 400 m                                    | Skadi Schier (SCC Berlin)                                                                 | 52,36 s00      | Mona Mayer (LG Telis Finanz Regensburg)                                              | 52,55 s00                          | Alica Schmidt (SCC Berlin)                                                     | 52,70 s00                            |
| 800 m                                    | Christina Hering (LG Stadtwerke München)                                                  | 2:02,70 min    | Majtie Kolberg (LG Kreis Ahrweiler)                                                  | 2:02,82 min                        | Lucia Sturm (TSV Moselfeuer Lehmen)                                            | 2:03,69 min                          |
| 1500 m                                   | Vera Coutellier (ASV Köln)                                                                | 4:12,60 min    | Nele Weßel (TV Waldstraße Wiesbaden)                                                 | 4:12,82 min                        | Verena Meisl (TV Wattenscheid 01)                                              | 4:14,56 min                          |
| 5000 m                                   | Hanna Klein (LAV Stadtwerke Tübingen)                                                     | 15:11,83 min   | Eva Dieterich (LAV Stadtwerke Tübingen)                                              | 15:30,28 min                       | Svenja Pingpank (Hannover Athletics)                                           | 16:05,03 min                         |
| 10.000 m                                 | Eva Dieterich (LAV Stadtwerke Tübingen)                                                   | 31:56,58 min   | Miriam Dattke (LG Telis Finanz Regensburg)                                           | 32:17,50 min                       | Fabienne Königstein (MTG Mannheim)                                             | 33:04,62 min                         |
| 10-km-Straßenlauf                        | Katharina Steinruck (Eintracht Frankfurt)                                                 | 32:06 min00    | Domenika Mayer (LG Telis Finanz Regensburg)                                          | 32:10 min00                        | Esther Pfeiffer (Hannover 96)                                                  | 32:37 min00                          |
| 10-km-Straßenlauf Mannschaftswertung     | LAV Stadtwerke TübingenEva Dieterich Lisa Merkel Hanna Gröber                             | 1:39:39 h0000  | LG Telis Finanz RegensburgDomenika Mayer Franziska Drexler Thea Heim                 | 1:40:11 h0000                      | SCC BerlinRabea Schöneborn Lucia Hemeling Christina Gerdes                     | 1:43:39 h0000                        |
| Halbmarathon                             | Esther Pfeiffer (Hannover 96)                                                             | 1:09:51 h0000  | Mia Jurenka (VfL Sindelfingen)                                                       | 1:11:56 h0000                      | Blanka Dörfel (SCC Berlin)                                                     | 1:11:57 h0000                        |
| Halbmarathon Mannschaftswertung          | SCC BerlinBlanka Dörfel Katja Fischer Hanna Tempelhagen                                   | 3:50:04 h0000  | Ayyo-Team EssenJoleen Gedwart Annika Börner Stephanie Breitkreutz                    | 3:55:10 h0000                      | Leichtathletikclub KronshagenJulia Kümpers Christin Adler Svea Timm            | 3:56:37 h0000                        |
| Marathon                                 | Domenika Mayer (LG Telis Finanz Regensburg)                                               | 2:23:50 h CR0  | Lisa Fuchs (VfL Sindelfingen)                                                        | 2:35:22 h0000                      | Svenja Ojstersek (Braunschweiger Laufclub)                                     | 2:37:22 h0000                        |
| Marathon Mannschaftswertung              | Leichtathletikclub KronshagenJulia Kümpers Nicole Adler Christin Adler                    | 8:16:03 h CR0  | LSF MünsterVerena Vogt Jana Kappenberg Raija Schmidt                                 | 8:33:15 h0000                      | Spiridon FrankfurtTania Moser Anna Starostzik Hanna Hofstetter                 | 8:33:28 h0000                        |
| 50-km-Straßenlauf                        | Anja Kobs (TSV Alling)                                                                    | 3:27:50 h CR0  | Karina Maier (TSV Detag Wernberg)                                                    | 3:36:32 h0000                      | Mona Lesly Winter (Spiridon Frankfurt)                                         | 3:41:30 h0000                        |
| 50-km-Straßenlauf Mannschaftswertung     | LG Nord Berlin UltrateamMalin Auraß Jana Seel Katrin Grigalat                             | 11:26:35 h0000 | Die LaufpartnerJasmin Beer Julia Jezek Melanie Anders                                | 11:59:54 h0000                     | LG Mauerweg BerlinMandy Gandecki Svende Albrecht Christiane Radatz             | 13:07:52 h0000                       |
| 100-km-Straßenlauf                       | Katrin Ochs (LG Filder)                                                                   | 8:13:55 h0000  | Christine Fischer-Bendtke (LG eXa Leipzig)                                           | 8:27:29 h0000                      | Pia Winkelblech (TSV Kandel)                                                   | 8:41:59 h0000                        |
| 100-km-Straßenlauf Mannschaftswertung    | LG UltralaufKatrin Gottschalk Rita Nowottny-Hupka Dagmar Deuber                           | 31:37:47 h0000 | nur eine Mannschaft in der Wertung                                                   | nur eine Mannschaft in der Wertung |                                                                                |                                      |
| 100 m Hürden Wind: +0,6 m/s              | Ricarda Lobe (MTG Mannheim)                                                               | 12,89 s00      | Marlene Meier (TSV Bayer 04 Leverkusen)                                              | 13,04 s00                          | Rosina Schneider (TV Sulz)                                                     | 13,08 s00                            |
| 400 m Hürden                             | Eileen Demes (TV 1861 Neu-Isenburg)                                                       | 56,53 s00      | Djamila Böhm (SCC Berlin)                                                            | 58,35 s00                          | Yasmin Amaadacho (Garbsener SC)                                                | 58,47 s00                            |
| 3000 m Hindernis                         | Olivia Gürth (Silvesterlauf Trier)                                                        | 9:45,01 min    | Gesa Felicitas Krause (Silvesterlauf Trier)                                          | 9:46,12 min                        | Lea Meyer (TSV Bayer 04 Leverkusen)                                            | 9:48,53 min                          |
| 4 × 100 m Staffel                        | LG Stadtwerke MünchenMelanie Slotosch Amelie-Sophie Lederer Svenja Pfetsch Tina Benzinger | 43,92 s00      | TV Wattenscheid 01Johanna Marie Bechthold Monika Zapalska Jolina Ernst Tatjana Pinto | 44,48 s00                          | SCC BerlinVanessa Hammerschmidt Michelle Janiak Nadine Reetz Gina Lückenkemper | 44,57 s00                            |
| 4 × 400 m Staffel                        | VfL SindelfingenMelanie Böhm Jessica-Bianca Wessolly Luisa Herrfurth Lisa Sophie Hartmann | 3:41,29 min    | LG Nord BerlinEmelie Wolff Karolina Pahlitzsch Lena Seifert Charlotte Wolff          | 3:43,44 min                        | LG AugsburgLarissa Bergmair Leila Killian Ella Schmucker Sonja Keil            | 3:53,58 min                          |
| 3 × 800 m Staffel                        | LG Stadtwerke MünchenValerie Koppler Nele Göhl Katharina Trost                            | 6:36,32 min    | Berlin Track ClubNatalie Füllgraf Nike Dangelmair Jennifer Hauke                     | 6:47,48 min                        | ASV KölnCarla Schiffer Inken Terjung Vera Coutellier                           | 6:49,26 min                          |
| 20 km Straßengehen                       | Saskia Feige (SC DHfK Leipzig)                                                            | 1:36:15 h0000  | Bianca Maria Dittrich (LG Offenburg)                                                 | 1:38:17 h0000                      | Lena Sonntag (SC Potsdam)                                                      | 1:39:51 h0000                        |
| Hochsprung                               | Imke Onnen (Hannover 96)                                                                  | 1,88 m         | Johanna Göring (SV Salamander Kornwestheim) Christina Honsel (TV Wattenscheid 01)    | 1,85 m                             |                                                                                |                                      |
| Stabhochsprung                           | Anjuli Knäsche (VfB Stuttgart)                                                            | 4,50 m         | Jacqueline Otchere (MTG Mannheim)                                                    | 4,45 m                             | Ella Buchner (SC Potsdam)                                                      | 4,20 m                               |
| Weitsprung                               | Maryse Luzolo (Königsteiner LV)                                                           | 6,48 m         | Libby Buder (TSG Bergedorf)                                                          | 6,41 m                             | Malin Stavenow (Eintracht Frankfurt)                                           | 6,41 m                               |
| Dreisprung                               | Kira Wittmann (Hannover 96)                                                               | 13,47 m        | Sarah-Michelle Kudla (SCC Berlin)                                                    | 13,36 m                            | Anna Gräfin Keyserlingk (LG Göttingen)                                         | 13,26 m                              |
| Kugelstoßen                              | Yemisi Ogunleye (MTG Mannheim)                                                            | 19,25 m        | Katharina Maisch (LV 90 Erzgebirge)                                                  | 18,88 m                            | Alina Kenzel (VfB Stuttgart)                                                   | 18,48 m                              |
| Diskuswurf                               | Kristin Pudenz (SC Potsdam)                                                               | 65,93 m        | Marike Steinacker (TSV Bayer 04 Leverkusen)                                          | 64,49 m                            | Shanice Craft (SV Halle)                                                       | 62,22 m                              |
| Hammerwurf                               | Samantha Borutta (Eintracht Frankfurt)                                                    | 68,44 m        | Michelle Döpke (TSV Bayer 04 Leverkusen)                                             | 66,65 m                            | Aileen Kuhn (LAZ Ludwigsburg)                                                  | 66,32 m                              |
| Speerwurf                                | Christin Hussong (LAZ Zweibrücken)                                                        | 60,53 m        | Alyssa John (SC Magdeburg)                                                           | 59,59 m                            | Julia Ulbricht (1. LAV Rostock)                                                | 57,94 m                              |
| Siebenkampf                              | Sandrina Sprengel (LG Steinlach-Zollern)                                                  | 5976 Pkte.     | Laura Voß (LAZ Soest)                                                                | 5596 Pkte.                         | Leona Grimm (LG Staufen)                                                       | 5445 Pkte.                           |
| Siebenkampf Mannschaftswertung           | MTV LübeckPaula de Boer Katharina Kirchgeßner Carolin Bielert                             | 15,214 Pkte.   | LG Telis Finanz RegensburgAnna-Lena Obermaier Sabrina Reusch Hannah Wittmann         | 14,561 Pkte.                       | nur zwei Mannschaften in der Wertung                                           | nur zwei Mannschaften in der Wertung |
| Crosslauf 7 km                           | Hanna Klein (LAV Stadtwerke Tübingen)                                                     | 22:19 min00    | Eva Dieterich (LAV Stadtwerke Tübingen)                                              | 22:23 min00                        | Domenika Mayer (LG Telis Finanz Regensburg)                                    | 22:35 min00                          |
| Crosslauf Mannschaftswertung             | LAV Stadtwerke TübingenHanna Klein Eva Dieterich Lisa Merkel                              | Pl.Ziff. 7     | TSV Bayer 04 LeverkusenPauline Meyer Annasophie Drees Lotte Meyberg                  | Pl.Ziff. 39                        | SCC BerlinBlanka Dörfel Lucia Hemeling Inken Siebert                           | Pl.Ziff. 43                          |
| Berglauf 16 km/890 Höhenmeter            | Hanna Gröber (LAV Stadtwerke Tübingen)                                                    | 1:16:40 h0000  | Franziska Althaus (SSC Hanau-Rodenbach)                                              | 1:20:24 h0000                      | Kerstin Bertsch (SSC Hanau-Rodenbach)                                          | 1:21:11 h0000                        |
| Berglauf Mannschaftswertung              | LAV Stadtwerke TübingenHanna Gröber Sabrina Mockenhaupt-Gregor Anaïs Sabrié               | 4:12:48 h0000  | SSC Hanau-RodenbachFranziska Althaus Kerstin Bertsch Daniela Köcher                  | 4:25:50 h0000                      | SG WendenJohanna Pulte Annika Vössing Stefanie Osthoff                         | 4:32:32 h0000                        |
| 6-Stunden-Lauf (DUV)                     | Katrin Ochs (LG Filder)                                                                   | 72,080 km      | Stella Osterhoff (Spiridon Frankfurt)                                                | 70,604 km                          | Julia Heinz (LG Landkreis Aschaffenburg)                                       | 67,664 km                            |
| 6-Stunden-Lauf (DUV) Mannschaftswertung  | Spiridon FrankfurtStella Osterhoff Ayline Heller Mona Lesly Winter                        | 199,489 km     | Die LaufpartnerJulia Jezek Marieke Broeren Hella Damerau                             | 183,943 km                         | LSG WeiherNina Schüßler Sina Simonis Anni Jochem                               | 181,731 km                           |
| Ultratrail (DUV) 73 km / 3160 hm         | Juliane Rößler (TG Viktoria Augsburg)                                                     | 8:21:28 h0000  | Anja Kobs (TSV Alling)                                                               | 8:34:17 h0000                      | Jana Seel (LG Nord Berlin Ultrateam)                                           | 8:36:50 h0000                        |
| Ultratrail (DUV) Mannschaftswertung      | Landau Running CompanySilke Herrgen Sonja Moser Julia Keck                                | 31:28:16 h0000 | WeRun4FunSarah Reetz Sabine Grüntjens Angela Wegele                                  | 32:40:38 h0000                     | Marathon-Club MendenStephanie Hardt Ute Hammerschmidt Katja Kletke             | 32:58:31 h0000                       |
| 24-Stunden-Lauf (DUV)                    | Julia Jezek (Die Laufpartner)                                                             | 196,385 km     | Katrin Gottschalk (LG Ultralauf)                                                     | 191,474 km                         | Sigrid Hoffmann (LG Westerwald)                                                | 181,774 km                           |
| 24-Stunden-Lauf (DUV) Mannschaftswertung | Die LaufpartnerJulia Jezek Katharina Mühlhoff Jasmin Beer                                 | 526,562 km     | LG UltralaufKatrin Gottschalk Petra Fornaçon Kerstin Hommel                          | 477,725 km                         | LG Mauerweg BerlinLore Steiner Dorothee Serries Martina Pahmeyer               | 453,507 km                           |

### Mixed
| Disziplin         | Gold                                                                                             | Leistung    | Silber                                                                         | Leistung    | Bronze                                                                 | Leistung    |
| ----------------- | ------------------------------------------------------------------------------------------------ | ----------- | ------------------------------------------------------------------------------ | ----------- | ---------------------------------------------------------------------- | ----------- |
| 4 × 400 m Staffel | VfL SindelfingenAlexander Stepanov Lisa Sophie Hartmann Constantin Preis Jessica-Bianca Wessolly | 3:24,85 min | LG Nord BerlinJan-Niklas Gwizdek Karolina Pahlitzsch Marc Koch Charlotte Wolff | 3:27,48 min | LG OsnabrückFabian Dammermann Marie Zepter André Rohling Katrin Beutel | 3:32,18 min |